# Oggetti smarriti (film)
Oggetti smarriti è un film del 1980 diretto da Giuseppe Bertolucci, con Mariangela Melato e Bruno Ganz.
Fu presentato alla Quinzaine des Réalisateurs del 33º Festival di Cannes.
(tagline presente sulla locandina del film)

## Trama

Mariangela Melato in una scena del film

Una donna trascorre una notte e un giorno vagando nella stazione centrale di Milano, trovando un'ancora nella compagnia di un amico ritrovato.

## Produzione
Il film è stato girato interamente all'interno della Stazione Centrale di Milano.

## Distribuzione
La pellicola venne distribuita nelle sale cinematografiche nell'aprile 1980. Attualmente non esiste in circolazione alcuna versione home video.